# Sam & Sally
Sam & Sally (Sam et Sally) è una serie televisiva francese, coprodotta con l'Italia e composta da due stagioni da 6 episodi l'una per un totale di 12 episodi da 52 minuti. La serie deriva dai romanzi di M. G. Braun. È stata trasmessa dal 20 dicembre 1978 al 20 giugno 1980 su Antenne 2 e poi su TMC e Jimmy. In Italia la serie è stata trasmessa per la prima volta da Rete 1 a partire dal 4 dicembre 1978, anticipando la trasmissione francese di due settimane. Successivamente la serie è stata replicata da Rai 2.

## Trama
Sam e Sally Kramer, una coppia di avventurieri miliardari, gira il mondo alla ricerca di avventure, intrighi e oggetti di valore.

## Produzione
Girata con uno stile giallo-rosa, la serie è una coproduzione italo-francese tra Antenne 2 e la società italiana Canale Tre Cooperativa, creato e sceneggiato da Jacques Vilfrid. Due puntate della prima stagione (La collana e Isabelita) sono state girate in Italia (in Sicilia e a Roma), mentre quattro episodi su sei (sempre della prima stagione) ha impegnato troupe e tecnici italiani. Anche tra gli interpreti secondari, hanno trovato spazio alcuni attori italiani, tra cui Luigi Pistilli, Nello Riviè, Carmen Russo e Paola Senatore, ospiti del primo episodio La collana. Gli episodi della prima stagione sono stati diretti da Jean Girault, Nicolas Ribowski e Robert Pouret.
In base alle rilevazioni del servizio opinioni della Rai, effettuate nel corso dell'anno, Sam & Sally è risultato essere il telefilm più visto del 1979 con una media di più di 20 milioni di spettatori.

## Episodi
| Stagione         | Episodi | Prima TV Francia | Prima TV Italia |
| ---------------- | ------- | ---------------- | --------------- |
| Prima stagione   | 6       | 1978-1979        | 1978-1979       |
| Seconda stagione | 6       | 1980             | 1981            |